# Abschnittsbefestigung Schanze (Holnstein)

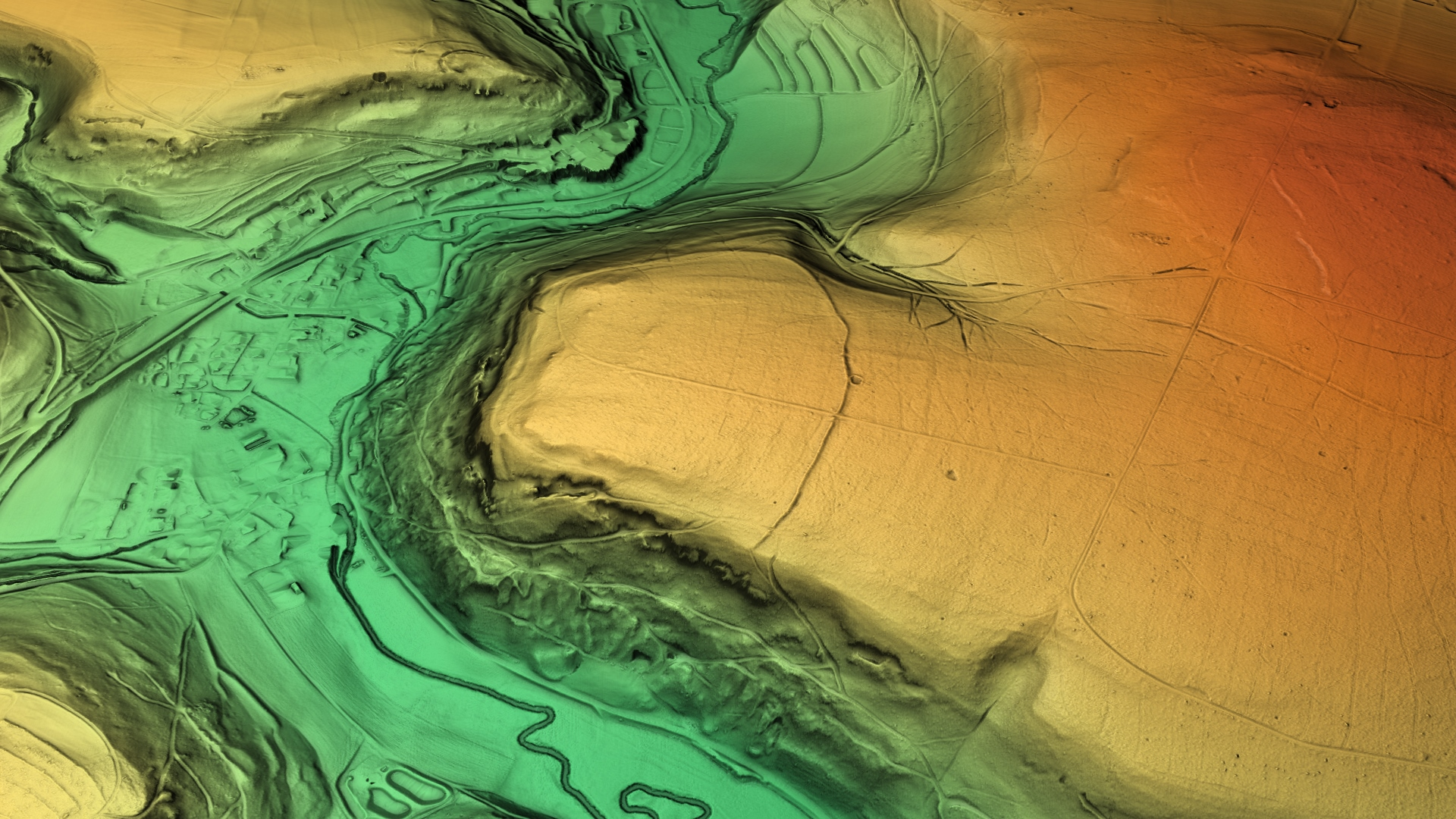
3D-Ansicht des digitalen Geländemodells

Die Abschnittsbefestigung Schanze liegt im Ortsteil Holstein der oberpfälzischen Stadt Berching im Landkreis Neumarkt in der Oberpfalz von Bayern. Die Anlage befindet sich am Högelberg, ca. 400 m südsüdöstlich von Holnstein in der Staatswaldabteilung In der Schanz. Die Anlage wird als Bodendenkmal unter der Aktennummer D-3-6835-0010 im Bayernatlas als „Abschnittsbefestigung vor- und frühgeschichtlicher Zeitstellung, vorgeschichtlicher Bestattungsplatz mit mindestens neun Grabhügeln, mesolithische Freilandstation, Siedlungen der Bronzezeit, der Urnenfelderzeit und der Latènezeit“ geführt. 

## Beschreibung
Die weit nach Westen vorspringende Bergzunge des Högelberges gegen das Tal der Weißen Laber fällt allseits steil ab und wird mit dem Hinterland durch eine 600 m breite Hochfläche verbunden. 500 m vor der Bergzunge quert ein 700 m langer Abschnittswall die engste auf den Berg führende Stelle. Er schließt auf beiden Seiten an den Steilabfall an. Der Wall ist im Südteil 8 m breit und 1 m hoch und verläuft hier geradlinig. In einer schwachen S-Kurve 100 m vor dem südlichen Steilhang besteht ein vorgelegter etwa 4 m breiter und ziemlich flacher Graben bis zur Hangkante. Die Höhe von der Grabensohle bis zur Wallkante beträgt 1,3 m. An der nördlichen Hangkante biegt der Wall entlang der Randmulde ein wenig ab und geht am nördlichen Steilabfall mit einem S-förmigen Knick in einen flachen Randwall und dann in eine künstliche verstärkte Hangkante über. Diese ist bis zur Zungenspitze des Berges sichtbar. Unterhalb der Spitze führt ein Weg schräg über den Steilhang auf das Gipfelplateau. Unter der Kante ist er auf 20 m Länge als 2 m breite Gasse aus den Felsen herausgehauen. 300 m östlich des Abschnittswalls steigt das Hinterland etwas an, am Fuß des Anstiegs verläuft eine 250 lange gerade Geländekante, der im Westen stellenweise ein verflachter Graben vorgelegt zu sein scheint.

## Geschichte
Es wurden einige vorgeschichtliche Scherben gefunden, die im Historischen Museum von Regensburg aufbewahrt werden.
Abweichend bzw. ergänzend zu dieser historischen Einordnung wird die Anlage als ein im Zuge des Spanischen Erbfolgekriegs angelegtes kurbayerisches Defensionswerk interpretiert. Als Beleg wird u. a. auf eine in Lidaraufnahmen sichtbar gewordene Fünfeck-Redoute vor dem Abschnittswall hingewiesen und auch auf die im bayerischen Urkataster enthaltene Bezeichnung „auf der Schanze“. Diese spätere Verwendung als neuzeitliches Schanzwerk widerspricht aber nicht einer zeitlich früheren (vorgeschichtlichen) Befestigungsanlage.